# ستان كينتون
ستان كينتون (بالإنجليزية: Stan Kenton)‏ هو قائد فرقة ‏ وعازف جاز وملحن وعازف بيانو أمريكي، ولد في 15 ديسمبر 1911 في ويتشيتا في الولايات المتحدة، وتوفي في 25 أغسطس 1979 في لوس أنجلوس في الولايات المتحدة بسبب سكتة.

## وصلات خارجية
- ستان كينتون على موقع IMDb (الإنجليزية)
- ستان كينتون على موقع الموسوعة البريطانية (الإنجليزية)
- ستان كينتون على موقع ميوزك برينز (الإنجليزية)
- ستان كينتون على موقع أول موفي (الإنجليزية)
- ستان كينتون على موقع قاعدة بيانات الأفلام السويدية (السويدية)
- ستان كينتون على موقع إن إن دي بي (الإنجليزية)
- ستان كينتون على موقع أول ميوزيك (الإنجليزية)
- ستان كينتون على موقع ديسكوغز (الإنجليزية)
- ستان كينتون على موقع قاعدة بيانات الفيلم (الإنجليزية)
- ستان كينتون على موقع كينوبويسك (الروسية)